# Кошмар на вулиці В'язів 2: Помста Фредді
«Кошмар на вулиці В'язів 2: Помста Фредді» (англ. A Nightmare on Elm Street Part 2: Freddy's Revenge) — американський фільм жахів, режисера Джека Шолдера.

## Сюжет
Через п'ять років у будинок, де підлітків переслідували кошмари з кривавим вбивцею, в'їжджає нова родина, нічого не підозрюючи про погану славу цього котеджу. Фредді Крюгер знову виникає в снах юного Джессі Волша і намагається заволодіти не тільки його мозком, але і тілом. Подружка Джессі, Ліза, сподівається допомогти йому позбавитися від нав'язливого бачення.

## У ролях
| Актор          | Роль               |
| -------------- | ------------------ |
| Марк Паттон    | Джессі Волш        |
| Кім Маєрс      | Ліза Веббер        |
| Роберт Раслер  | Рон Грейді         |
| Клу Гулагер    | Кен Волш           |
| Гоуп Ленг      | Шеріл Волш         |
| Роберт Інглунд | Фредді Крюгер      |
| Маршалл Белл   | тренер Шнейдер     |
| Мелінда О. Фі  | місіс Веббер       |
| Том Мак-Федден | містер Веббер      |
| Сідні Волш     | Керрі              |
| Едвард Блекофф | учитель біології   |
| Крісті Кларк   | Анджела Волш       |
| Лаймен Ворд    | містер Грейді      |
| Донна Брюс     | місіс Грейді       |
| Гарт Спрейджер | учитель            |
| Еллісон Баррон | дівчина в автобусі |
| ДжоЕнн Віллетт | дівчина в автобусі |
| Стів Істін     | поліцейський       |
| Браян Віммер   | благодійник        |
| Роберт Часкін  | хлопець Bar-B-Que  |
| Керрі Ремсен   | дівчина            |
| Кімберлі Лінн  | Петті              |
| Стівен Сміт    | жертва             |
| Джонатан Гарт  | Спайк              |
| Том Танген     | жертва             |

## Цікаві факти
- У даному фільмі налічується найбільше вбивств, в порівнянні з іншими серіями. Достовірне моторошне кровопролиття і його поєднання з великою кількістю піротехніки також виділяє цей фільм.
- Крейвен відмовився працювати над продовженням, так як не хотів знімати сіквел картини. Однак ідеї Крейвена для першого фільму були запозичені для зйомок другого. Наприклад, альтернативний фінал, в якому Крюгер відвозить Ненсі та її друзів у шкільному автобусі, став сценою другої серії.
- Даний фільм став єдиною картиною в серії про Фредді Крюгера, де відсутня оригінальна музична тема Чарльза Бернстайна або її варіація.
- Роберт Інглунд зіграв водія автобуса в початковій сцені фільму.
- Роберт Шей, продюсер фільму, зіграв бармена.
- На роль Джессі пробувалися Бред Пітт, Джон Стамос і Крістіан Слейтер.
- Пісня «Touch Me», яка грає в кімнаті Джессі, — перша і злегка змінена версія одного з головних хітів Кеті Денніс на початку 1990-х років.
- Фредді отримав значно більше екранного часу, ніж у першому фільмі.
- Оригінальна рукавичка Фредді була вкрадена під час зйомок.
- Творців фільму часто дорікають у тому, що у фільмі занадто багато сцен гомосексуального характеру. Хоча сам режисер картини, Джек Шолдер, заперечує цей факт, багатьом глядачам здалося, що в Джессі занадто багато пригніченої гомосексуальності; ймовірно, це обумовлюється тим, що виконавець ролі Джессі, Марк Паттон, дотримується нетрадиційної сексуальної орієнтації. Саме через це багато фанатів охрестили картину «гомосексуальною комедією» і вважають найневдалішою у серії. Цікаво також, що Паттон публічно зізнався в своїй орієнтації незабаром після виходу фільму.
- Режисер Джек Шолдер також зняв продовження продюсерського проекту Веса Крейвена — «Виконавець бажань 2: Зло безсмертне» (Wishmaster 2: Evil never dies) (1999 року).
- Сцена з язиком була знята другим режисером фільму, тому що під час зйомок Джек Шолдер не міг припинити сміятися.
- Джоенн Віллетт виконала роль однієї з дівчат в автобусі. Примітно, що актриса грала в серіалі виробництва каналу ABC «10 з нас» (Just the Ten of Us). У цьому шоу також брало участь безліч акторів з багатосерійного фільму «Жах на вулиці В'язів», разом з Хезер Ленгенкемп і Брук Тейсс.
- Над ліжком Джессі в його кімнаті на стіні висить постер Simple Minds «Don't You Forget About These». Насправді композиція називається «Don't You (Forget About Me)».
- Спеціаліст з візуальних ефектів Рік Ладзаріні створив монструозну версію домашньої пташки Волшів. Однак було вирішено, що пташка повинна виглядати більш реалістичною.
- Колишній виконавчий продюсер і голова студії New Line Cinema, Роберт Шей, з'являється в епізодичній ролі бармена в клубі садо-мазохістів, куди приходить Джесі.
- Шведська версія картина була скорочена на 5 хвилин.
- З німецької відео-версії були вирізані майже всі криваві сцени, через що фільм, на думку шанувальників, дивитися практично нецікаво.
- У первинному відео-виданні, у фінальних титрах спочатку звучить пісня «Touch Me», а потім музика Крістфоера Янга. У відреставрованій версії в титрах звучить пісня Бінга Кросбі «Did You Ever See A Dream Walking?» і також з'являється в списку пісень, використаних у картині.
- Фільм став другий з трьох частин, в якій головний герой живе в будинку № 1428. В інших фільмах будинок покинутий.